# Parafia bł. Doroty z Mątowów w Elblągu
Parafia błogosławionej Doroty z Mątowów w Elblągu – rzymskokatolicka parafia położona w diecezji elbląskiej, w dekanacie Elbląg – Południe.
Erygowana dekretem biskupa warmińskiego Józefa Glempa w 1981 roku.
Kościół parafialny został wybudowany w latach 1705–1759 w Kaczynosie i przeniesiony do Elbląga w 1986 roku obecnie należy do najcenniejszych zabytków Elbląga.

## Proboszczowie parafii Bł.Doroty z Mątowów
| imię i nazwisko                     | daty urzędowania |
| ----------------------------------- | ---------------- |
| Ks. Prałat Kan. Bronisław Trzciński | 1981 – 2008      |
| Ks. mgr lic. Grzegorz Królikowski   | 2008 - nadal     |